# Alexandre Elisabeth Michel Digeon
Alexandre Elisabeth Michel Digeon, né le 27 juin 1771 à Paris et mort le 2 août 1826 à Bullion en Yvelines, est un général français de la Révolution et de l’Empire.

## Biographie

### Sous la Révolution et le Consulat
Alexandre Elisabeth Michel Digeon est le fils de Elisabeth Henriette Le Gendre (1750-1785) et de Jacques-Marie Digeon (1734-1815), directeur dès 1778 de la manufacture des toiles de Melun puis des fermes du roi.
Il entre au service comme sous-lieutenant dans le 104e régiment d'infanterie, d'où il passe quelques mois après avec le même grade dans le 9e régiment de chasseurs à cheval. Nommé chef d'escadron au 19e de dragons, Digeon est blessé d'un coup de baïonnette à l'attaque du pont de Kehl, et il l'est plus tard à la bataille de la Trebbia sans vouloir abandonner le commandement de son régiment dont il se trouve investi par la mort de son colonel. À la fin de cette bataille, le cheval de Digeon est tué sous lui et il est fait prisonnier. À la bataille de Marengo, un frère puîné de Digeon, Armand Joseph Henri Digeon qui devient aussi lieutenant-général, s'étant distingué dans l'artillerie de la Garde consulaire, le Premier Consul, à son retour à Paris, envoie le général Bessières chez Digeon pour le complimenter et le rassurer sur une blessure qu'il a reçue. Digeon n'hésite pas à demander pour la récompense de son jeune fils l'échange et le rappel sous les drapeaux de son fils aîné. Le vainqueur de Marengo fait aussitôt de Digeon l'objet d'une attention particulière. Ce dernier, une fois rentré en France, est nommé colonel du 26e régiment de chasseurs à cheval.

### Au service de l'Empire

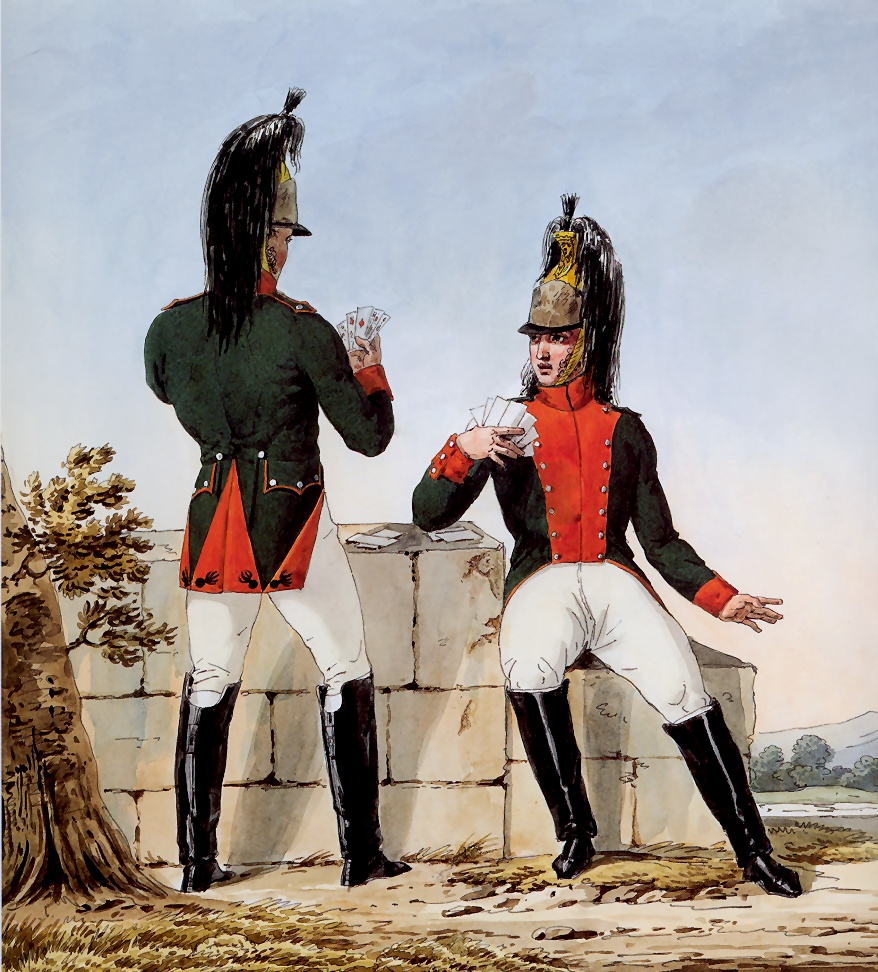
Dragons du. Le régiment participe aux batailles d'Heilsberg et de Friedland sous le commandement de Digeon (par Carle Vernet).

Ce régiment prend part aux grandes affaires de 1805, notamment de Lensberg et d'Austerlitz où il prend trois étendards. Digeon reçoit la décoration de commandeur de la Légion d'honneur le lendemain cette bataille au cours de laquelle il a été blessé. Il est de nouveau touché près de Stralsund en 1807. Élevé au grade de général de brigade le 31 mars 1807, il commande avec distinction les 20e et 25e régiment de dragons aux batailles d'Heilsberg et de Friedland. Appelé en Espagne l'année suivante, il s'y fait remarquer le 23 novembre 1808 lors de la bataille de Tudela contre Castaños. 
Devenu en 1812 gouverneur civil et militaire des provinces de Cordoue et de Jaën, le général Digeon parvient par une administration sage à gagner la confiance des habitants que les ravages de la guerre avaient irrités et réduits à la misère. Pendant six mois entiers, plus de 7 000 individus sont sauvés de la famine. La conduite de Digeon pendant la retraite périlleuse de l'Andalousie lui mérite le grade de général de division le 3 mars 1813. Il se trouve en cette qualité à la bataille de Vitoria où il est blessé pour la cinquième fois. À la fin de cette même année, il passe à l'armée de Catalogne sous le maréchal Suchet et est chargé du commandement de toute la cavalerie et de la 1re division d'infanterie. 
Détaché en 1814 à l'armée de Lyon commandée par le maréchal Augereau, il accomplit un nouveau fait d'armes sous les murs de la ville. Le 20 mars, alors que les Autrichiens se sont avancés jusqu'au faubourg de Saint-Just, le général Digeon, attaqué avec vigueur, lance une contre-attaque, s'empare d'une batterie, taille en pièces le régiment de Hiller et ramène près de 400 prisonniers. Cette charge arrête la progression autrichienne et l'occupation de Lyon n'a lieu que le lendemain, en vertu d'une capitulation.

### Ralliement à Louis XVIII
Après la Restauration, Digeon est employé comme inspecteur général de cavalerie et il se trouve en cette qualité à Nevers lors du débarquement de l'Empereur. Le ministre de la Guerre l'ayant désigné pour commander une division de cavalerie, il s'empresse de venir joindre Monsieur à Lyon où il arrive le 5 mars, après avoir vainement essayé de maintenir les soldats fidèles à la cause du roi. Il part de cette ville avec le duc de Tarente après que toutes les troupes se soient ralliées à Napoléon Ier. Le roi nomme Digeon aide de camp de Monsieur et le général ne joue aucun rôle pendant les Cent-Jours. Au retour du roi, il est nommé commandant de la division de cavalerie de la Garde royale et est nommé pair de France avec le titre de vicomte. Dans la Chambre haute, il appuie la politique du côté droit et le système ministériel qui s'ensuit et dans les procès politiques, il vote pour les partis les plus rigoureux. Au mois de mars 1823, en l'absence du maréchal Claude Victor-Perrin, il est chargé par intérim du portefeuille de la Guerre et est nommé trois mois après ministre d'État et membre du Conseil privé, puis commandant en chef de l'armée d'occupation en Espagne. Le général Digeon meurt le 2 août 1826 dans son domaine du château de Ronqueux, près de Paris. Il est inhumé dans le petit cimetière du village de Bullion.

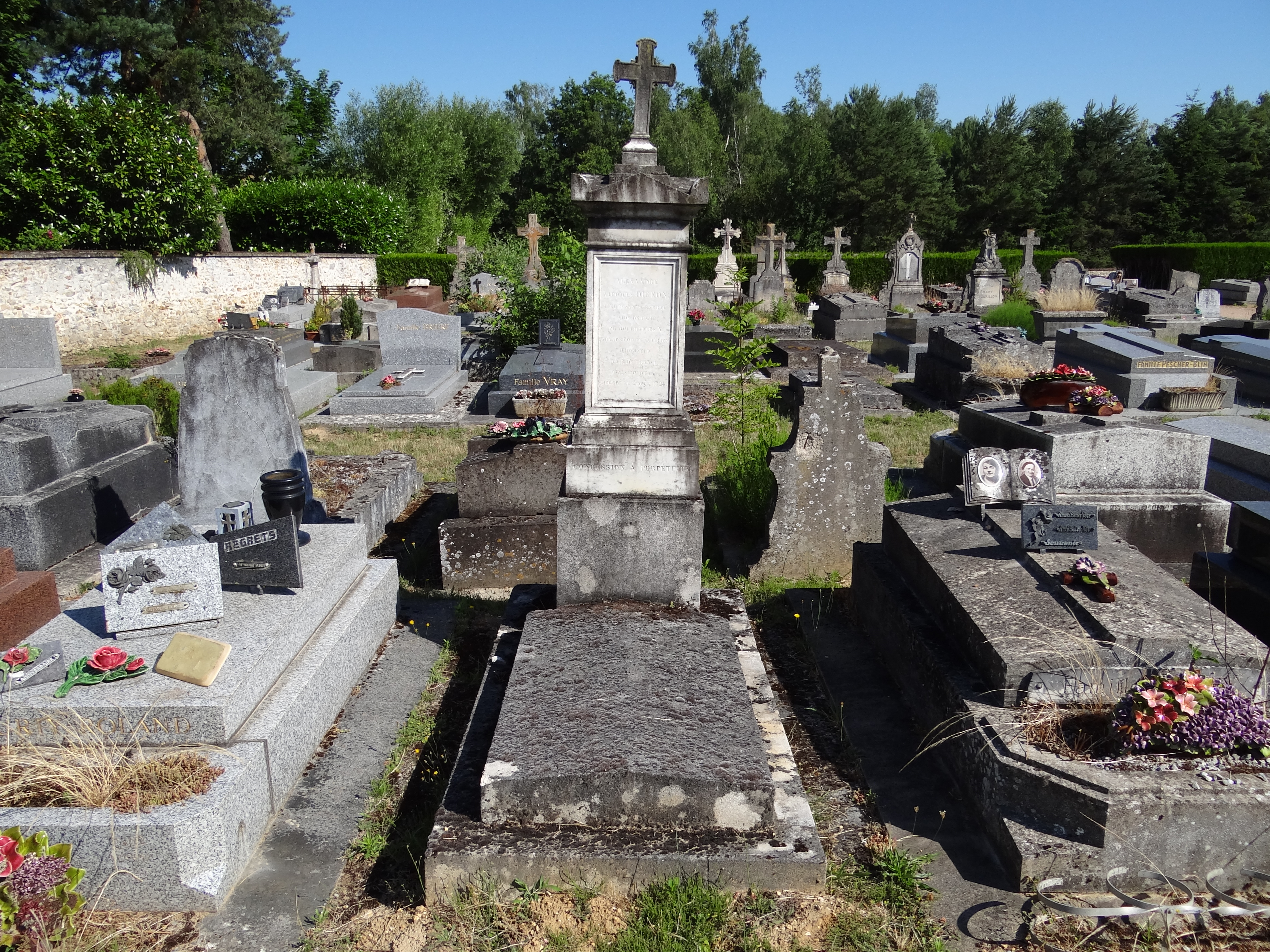
La tombe d'Alexandre Elisabeth Michel Digeon au cimetière de Bullion (Yvelines).

### Mariage et descendance
Il épouse en 1825 Charlotte-Clémentine de Saulx-Tavannes, fille de Charles-Casimir de Saulx, duc de Saulx-Tavannes, pair de France, et d'Aglaé Marie Louise de Choiseul Gouffier. Elle lui donne un fils et se remarie en 1830 avec le général Eugène Lheureux, avec lequel elle aura une fille, Charlotte Bérangère Lheureux, épouse d'Edouard de Barthélemy. De son premier mariage est issu :
- Armand Sidoine Charles Alexandre, vicomte Digeon, pair de France, secrétaire d'ambassade, chevalier de la Légion d'honneur, né à Paris le 1er février 1826, mort à Paris 7e  le 28 août 1892, sans alliance[2].

## Distinctions
- Légion d'honneur, dossier LH/776/74. 
  - Chevalier le 11 décembre 1803 (19 frimaire an XII).
  - Officier le 14 juin 1804 (25 Prairial an XII).
  - Commandeur le 25 décembre 1805 (4 nivôse an XIV).
  - Grand-officier 24 avril 1817.
  - Grand-croix le 1er mai 1821[3].
- Chevalier de Saint-Louis en 1814.